# Wolfgang Sandhowe
Wolfgang Sandhowe (* 14. Dezember 1953 in Ascheberg) ist ein ehemaliger deutscher Fußballspieler und heutiger Fußballtrainer. Er trainiert den TuS Makkabi Berlin.

## Karriere als Spieler
Obwohl Sandhowe in der Nähe von Münster aufgewachsen ist und in den umliegenden Vereinen gespielt hat, wurde er nicht von Preußen Münster, sondern vom damaligen Zweitligisten KSV Baunatal im Jahr 1978 entdeckt. Nach deren Abstieg wechselte er 1979 zum FSV Frankfurt und nach nur einem Jahr zu Preußen Münster, um mit Münster die Qualifikation für die eingleisige 2. Bundesliga zu erreichen. In diesen drei Jahren bestritt Sandhowe 105 Spiele und erzielte 25 Tore.
Nach der verpassten Qualifikation setzte Sandhowe seine Karriere bei Oberligisten fort, ehe er sie 1985 beendete.

## Karriere als Trainer
Nachdem Sandhowe 1986 an der Sporthochschule Köln seine Fußballlehrerlizenz erworben hatte, holte ihn Hermann Gerland zu den Amateuren des VfL Bochum. Im Jahr 1987 wurde Sandhowe Co-Trainer von Jupp Derwall bei Galatasaray Istanbul. Nach der Rückkehr aus der Türkei war Sandhowe mehr als zehn Jahre lang als Trainer bei verschiedenen Oberliga- und Regionalliga-Mannschaften tätig. Bis Juli 2007 trainierte er den Oberligisten Hammer SpVg. Nach längerer Pause kehrte er im Frühjahr 2009 zum 1. FC Lok Stendal in die Verbandsliga Sachsen-Anhalt zurück und trainierte die Mannschaft bis zum Saisonende 2009/10. Danach übernahm er die zweite Mannschaft des 1. FC Magdeburg. Im März 2011 übernahm er, zunächst bis zum Saisonende, die erste Mannschaft des 1. FC Magdeburg, nachdem sein Vorgänger Ruud Kaiser wegen anhaltender Erfolglosigkeit beurlaubt worden war. Nachdem er mit dem FCM den Klassenerhalt erreicht hatte, erhielt er einen Einjahresvertrag bis zum 30. Juni 2012. Nach einem unbefriedigenden Saisonstart mit nur einem Sieg aus zehn Spielen wurde er im Oktober 2011 von seinen Aufgaben freigestellt.
In der Rückrunde der Saison 2016/17 übernahm er das Traineramt beim Verbandsligisten Berliner SC. Zur Saison 2018/19 wurde er neuer Trainer bei Türkiyemspor Berlin. Nach seiner Entlassung dort übernahm er zur Saison 2019/20 den Trainerposten bei TuS Makkabi Berlin.
Wolfgang Sandhowe hat mit Makkabi Berlin deutsche Fußball-Geschichte geschrieben und sich am 3. Juni 2023 als Sieger des Berliner Landespokals als erster jüdischer Klub für die Hauptrunde im DFB-Pokal qualifiziert.